# 七宗町営バス
七宗町営バス（ひちそうちょうえいバス）は、岐阜県加茂郡七宗町が運行しているコミュニティバス。七宗町自主運行バスともいう。

## 概要
高山本線上麻生駅を中心に七宗町内で運行されている。
運賃は距離で決められているが、基準賃率は路線によって異なる。
スクールバスは一般客との混乗で運行されている。

## 沿革
1960年代後半から自家用車が普及し、路線バスの利用者は減少した。七宗町内では1971年12月に濃飛乗合自動車が神渕A線と神渕B線を廃止した。これに対し、岐阜乗合自動車が神渕A線を代行し、七宗町が神渕B線を町営バスとして運行することとした。その後1973年に濃飛乗合自動車から川並線を、1981年に岐阜乗合自動車から神渕A線を移管した。
1999年の関上之保（神渕）線（関商工 - せき東山 - 神渕）の部分廃止により、岐阜乗合自動車も七宗町から撤退している。現在運行されている七宗町内のバスは町営バスと七宗町社会福祉協議会によるもののみである。
1968年4月から室兼と上麻生小学校との間でスクールバスの運行を開始した。また、1984年4月から神渕小学校区でもスクールバスの運行を開始した。その後も利用地区が拡大されている。
2018年（平成30年）より一部の路線の運行がオンデマンドバスに変更された。

## 路線
神渕A線（杉洞線）
日曜日及び祝日はオンデマンドバスでの運行
- 大矢クリニック前 - 上麻生駅 - 役場前 - 体育館前 - 落合 - 小穴 - 下市場 - 学校前 - 朝張前 - 杉洞

神渕B線（間見線）
日曜日及び祝日は運休
- 上麻生駅 - 役場前 - 体育館前 - 落合 - 葛屋 - 神渕支所前 - 間見口 - 牛ヶ洞 - 間見

川並線
オンデマンドバスでの運行。日曜日及び祝日は運休
- 上麻生駅 - 木の国七宗コミュニティーセンター前 - 生きがい健康センター前 - 麻生橋 - 鈴ヶ谷 - 大柿橋 - 柿ヶ野 - 分郷公民館

中麻生線
土日曜日及び祝日は運休
- 上麻生駅 - 木の国七宗コミュニティーセンター前 - 生きがい健康センター前 - 七宗橋 - 中麻生 - 大貝戸

### スクールバス路線
途中の停留所は一般路線と同じ
神渕A線（杉洞線）
一般路線の学校前が神渕小学校に変更される
- 神渕小学校 - 杉洞
- 神渕小学校 - 落合

神渕B線（間見線）
- 上麻生駅 - 室兼
- 下市場 - 間見

川並線
一般路線の川並線のロック・ガーデンひちそうから松屋前、郵便局東から上小校門前は停車しない。また一般路線の樫原公民館は中学校前に変更される。
- 上麻生駅 - 中学校前 - 分郷公民館

## 関連事項
七宗町内では七宗町営バスのほかに社会福祉法人七宗町社会福祉協議会が運行するバスがある。
福祉巡回バス
無料の巡回バス。
月・火・木・金曜日に運行。曜日によりルートが異なる。
七宗町買い物支援バス
高齢者世帯等の買い物を支援するために運行される無料のバス。
水曜日に神渕地区、金曜日に上麻生・川並・中麻生地区で運行。